# Arc de Triomphe (Roman)
Arc de Triomphe ist ein Roman des deutschen Schriftstellers Erich Maria Remarque, der 1945 veröffentlicht wurde. Er beschreibt das Leben von Flüchtlingen in Paris vor Beginn des Zweiten Weltkriegs.

## Handlung
1938: Der deutsche Chirurg Ravic ist nach Paris vor politischer Verfolgung durch das nationalsozialistische deutsche Regime geflohen. Er lebt illegal in Frankreich und ist jederzeit von Abschiebung bedroht. Er arbeitet als Chirurg für gewissenlose französische Ärzte, die ihn – seine rechtlose Position ausnutzend – wirtschaftlich ausbeuten. Ravic trinkt viel, hat unglückliche Affären und kann die Folter und Verfolgung durch die Nazis nicht vergessen. Er teilt dieses Schicksal mit anderen Verfolgten: deutschen und österreichischen Juden, Spaniern und Russen.

Er verliebt sich in die aus dem faschistischen Italien ebenfalls geflohene Sängerin Joan Madou, obwohl er seine Fähigkeit, bedingungslos zu lieben, schon verloren zu haben glaubte. 
Die politischen Nachrichten lassen ahnen, dass ein großer Krieg droht. Unter den Gestapo-Offizieren, die, als Touristen getarnt, in Paris deutsche Flüchtlinge aufzuspüren versuchen, entdeckt Ravic eines Tages seinen ehemaligen Folterer Haake wieder. Er bietet sich ihm als Fremdenführer an, lockt ihn in einen Hinterhalt, ermordet ihn und beseitigt die Leiche, ohne entdeckt zu werden.
Der Roman endet damit, dass Joan Madou von einem eifersüchtigen Liebhaber tödlich verletzt wird. Als Ravic ihr Sterbehilfe leistet, gestehen sich beide ihre Liebe. Kurz darauf marschieren die Deutschen in Polen ein und lösen damit den Zweiten Weltkrieg aus. Ravic lässt sich widerstandslos von der französischen Polizei festnehmen und wird in ein Internierungslager für Deutsche gebracht. Ravic weiß, dass er im Falle einer Niederlage Frankreichs von den Nazis ermordet werden wird, und akzeptiert sein Schicksal.

## Veröffentlichung
Das deutschsprachige Manuskript des Romans war im Dezember 1944 in einer „ersten endgültigen Fassung“ fertiggestellt und ging dann an die Übersetzer, da er zuerst in englischer Sprache auf dem amerikanischen Markt herauskommen sollte. Denver Lindley besorgte gemeinsam mit Walter Sorell die Übersetzung, und ein stark gekürzter Vorabdruck als Fortsetzungsroman erschien vom 15. September bis zum 20. Oktober 1945 in dem auflagenstarken Magazin Collier’s mit Illustrationen von Mario Cooper. Im Dezember 1945 kam die Buchausgabe im Verlag Appleton-Century auf den Markt. Der Book of the Month Club wählte das Buch zum Toptitel seiner Monatsauswahl, und am 10. März 1946 erreichte der Titel die Spitzenposition auf der Bestsellerliste der New York Times, wo er acht Wochen lang blieb. In der Jahresbestsellerliste von Publishers Weekly 1946 erreichte er Platz 7 in der Abteilung „Fiction“ (Belletristik).
Weitaus hindernisreicher gestaltete sich der Weg des Werks auf den deutschsprachigen Buchmarkt. Hier bot sich zunächst die Schweiz als Verlagsort an, da der Buchmarkt im Nachkriegsdeutschland darniederlag. Remarque bat im Winter 1945/46 seinen in Zürich lebenden Freund und Kunsthändler Walter Feilchenfeldt, sich um einen möglichen Verleger zu kümmern. Dieser wählte den 1944 gegründeten Zürcher Verlag F. G. Micha, was sich als Missgriff erwies. Es handelte sich um einen der vielen seit 1943 neugegründeten Schweizer Verlage, die auf einen Boom nach dem Ende des Zweiten Weltkriegs hofften. Sie galten zeitgenössischen Kritikern als „Konjunkturverlage“. Der Micha-Verlag bot einen hohen Vorschuss an und erhielt einen Verlagsvertrag für die deutschsprachige Ausgabe. Im Herbst 1946 kam das Buch bei Micha heraus. Laut dem Remarque-Forscher Thomas F. Schneider versuchte der Verlag die Ausgaben für den Vorschuss durch eine sehr hohe Auflage zu kompensieren, um die Kosten pro Buch zu senken. Es konnten aber nur etwa 40.000 Exemplare verkauft werden (nach Schätzung von Frank Möller). Die restlichen Exemplare ließen sich nicht absetzen, so dass F. G. Micha das Buch unter anderem an Bahnhofskiosken verramschte. Mehrere Tausend Bücher blieben bei Feilchenfeldt und anderen Geschäftspartnern liegen. Durch das billige Überangebot war der Markt verdorben, der Verlagsvertrag hinderte Remarque aber daran, etwas dagegen zu unternehmen. Im Dezember 1951 wurde das Konkursverfahren gegen den Verlag eröffnet. Nach dem Zurückfallen der Rechte an Remarque 1951 gelang es dessen neuem Agenten Felix Guggenheim 1952, das Buch beim Verlag Kurt Desch unterzubringen. Auch dies war nicht unproblematisch, da Desch neben seinem Hauptprogramm noch eine billige Buchreihe „Welt im Buch“ herausgab, in die er Arc de Triomphe in einer gekürzten Fassung ebenfalls aufnahm, offenbar ohne das Einverständnis Remarques einzuholen.
International hingegen war der Roman ein großer Erfolg. Von 1945 bis 1948 entstanden Übersetzungen in 22 Sprachen, Thomas F. Schneider zählte 2017 insgesamt 43 Sprachen, in die der Roman übersetzt wurde.

## Verfilmung
Der Roman wurde viermal verfilmt: Bekannt geworden sind Triumphbogen (1948) mit Ingrid Bergman, Charles Boyer und Charles Laughton sowie Im Schatten des Triumphbogens (1985) mit Anthony Hopkins, Lesley-Anne Down und Donald Pleasence. Dazu kommen Verfilmungen in Argentinien (1964) und Polen (1993).